# وشخشویته (استان اشوی‌داشکسیه)
وشخشویته (به لهستانی: Wszechświęte) یک منطقهٔ مسکونی در لهستان است که در گمینا سادوویه واقع شده‌است. وشخشویته ۱۲۰ نفر جمعیت دارد.